# Benthana albomarginata
Benthana albomarginata är en kräftdjursart som beskrevs av Lemos de Castro 1958. Benthana albomarginata ingår i släktet Benthana och familjen Philosciidae. Inga underarter finns listade i Catalogue of Life.